# Alternateur d'Alexanderson
Pour les articles homonymes, voir Alexanderson.

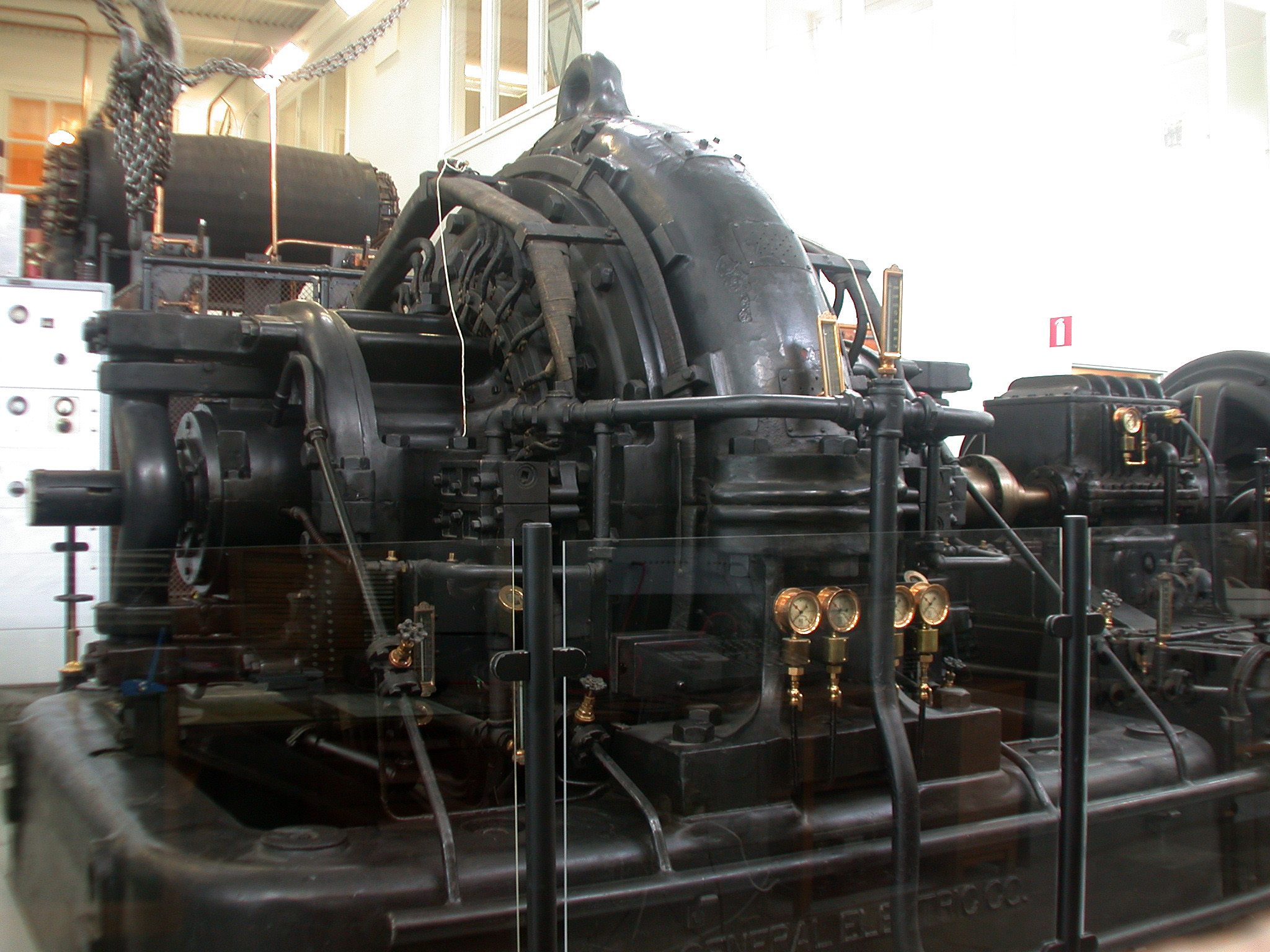
Alternateur d'Alexanderson à la station radio de Grimeton en Suède.

Un alternateur d'Alexanderson est une machine électrique rotative inventée par Ernst Alexanderson pour produire un courant alternatif à haute fréquence — jusqu'à 10 kHz (17,2kHz en ce qui concerne l'alternateur de Grimeton, en Suède) — destinée aux communications radioélectriques. Cet appareil est inscrit sur la liste des évènements importants de l'IEEE.

## Historique

### Premières réalisations
En 1891, Frederick Thomas Trouton donne une conférence dans laquelle il établit que si un alternateur électrique tournait à une vitesse suffisante pour produire des alternances de tension rapides, il produirait de l'énergie HF qui se transmettrait sans fil.
Nikola Tesla travaille sur des alternateurs qui permettent des fréquences de sortie de 50 000 Hz. Un précurseur de l'alternateur d'Alexanderson, au début de 1896, produit une onde continue dans la fréquence des ondes longues se trouvant dans les bandes VLF et LF,.

### Productions
En 1904, Reginald Fessenden signe avec General Electric pour la fabrication d'un alternateur capable de produire une fréquence de 100 000 Hz en onde continue. L'alternateur est conçu par Ernst Alexanderson. L'alternateur d'Alexanderson est très utilisé pour les radiocommunications en ondes longues par les stations côtières, mais est trop important et trop lourd pour être embarqué à bord des navires.

1906 voit apparaître les premiers alternateurs de 50 kW. L'un est destiné à Reginald Fessenden à Brant Rock (Massachusetts), un autre à John Hays Hammond, Jr. à Gloucester (Massachusetts), et un, enfin, à la branche américaine de la société Marconi à New Brunswick (New Jersey).
Alexanderson obtient un brevet en 1911 pour son appareil. L'alternateur d'Alexanderson vient juste après l'émetteur à éclateur rotatif de Fessenden et est le deuxième système capable de transmettre la voix humaine en modulation d'amplitude. Jusqu'à la découverte de l'oscillateur à tubes électroniques dans les années 1920, l'alternateur d'Alexanderson joue un rôle très important en permettant de transmettre la voix avec de fortes puissances. Le dernier alternateur d'Alexanderson, encore en état de fonctionner, se trouve à la station radio de Grimeton en Suède.

### Stations
| Station radio                                  | Indicatif | Longueur d'onde (m) | Fréquence (kHz) | Puissance (kW) | Installation | Déclassement | Réforme | Remarques |
| ---------------------------------------------- | --------- | ------------------- | --------------- | -------------- | ------------ | ------------ | ------- | --- |
| (en) New Brunswick (New Jersey), USA           | WII       | 13 761              | 21,8            |                | 1918         | 1948         | 1953    | À l'origine, un alternateur de 50 kW.                                                                                     |
| (en) New Brunswick (New Jersey), USA           | WRT       | 13 274              | 22,6            |                | 1920         | 1948         | 1953    | |
| (en) Marion, Massachusetts, USA                | WQR       | 13 423              | 22,3            |                | 1920         | 1932         |         | |
| (en) Marion, Massachusetts, USA                | WSO       | 11 623              | 25,8            |                | 1922         | 1932         |         | Haiku (Hawaï) après 1942.                                                                                                 |
| (en) Bolinas, Californie, USA                  | KET       | 13 100              | 22,9            |                | 1920         | 1930         | 1946    | |
| (en) Bolinas, Californie, USA                  | KET       | 15 600              | 19,2            |                | 1921         | 1930         |         | Haiku (Hawaï) après 1942.                                                                                                 |
| (en) Radio Central, Rocky Point, New York, USA | WQK       | 16 484              | 18,1            |                | 1921         | 1948         | 1951    | |
| (en) Radio Central, Rocky Point, New York, USA | WSS       | 15 957              | 18,8            |                | 1921         | 1948         |         | Marion après 1949 |
| (en) Kahuku, Hawaï, USA                        | KGI       | 16 120              | 18,6            |                | 1920         | 1930         | 1938    | |
| (en) Kahuku, Hawaï, USA                        | KIE       | 16 667              | 18              |                | 1921         | 1930         | 1938    | |
| (en) Tuckerton, NY, USA                        | WCI       | 16 304              | 18,4            |                | 1921         | 1948         | 1955    | À l'origine, un alternateur de Goldschmidt.                                                                               |
| (en) Tuckerton, NY, USA                        | WGG       | 13 575              | 22,1            |                | 1922         | 1948         | 1955    | |
| (en) Caernarfon, Pays de Galles, UK            | MUU       | 14 111              | 21,2            |                | 1921         |              | 1939    | |
| (en) Caernarfon, Pays de Galles, UK            | GLC       | 9 592               | 31,3            |                | 1921         |              | 1939    | |
| (en) Radio Kootwijk, Apeldoorn, Pays–Bas       | PCG       | 12 500              | 24              | 400            | 1923         | 1925         | WWII    | Remplacée par une station à ondes courtes en 1925. Les émetteurs ont été détruits au cours de la Seconde Guerre mondiale. |
| (en) Radio Kootwijk, Apeldoorn, Pays–Bas       | PCG       | 6 250               | 48              | 400            | 1923         | 1925         | WWII    | Remplacée par une station à ondes courtes en 1925. Les émetteurs ont été détruits au cours de la Seconde Guerre mondiale. |
| Varsovie, Pologne                              | AXO       | 21 127              | 14,2            |                | 1923         |              |         | Détruite au cours de la Seconde Guerre mondiale.                                                                          |
| Varsovie, Pologne                              | AXL       | 18 293              | 16,4            |                | 1923         |              |         | Détruite au cours de la Seconde Guerre mondiale.                                                                          |
| Grimeton, Suède                                | SAQ       | 17 442              | 17,2            |                | 1924         |              |         | À l'origine 18 600 m, toujours opérationnelle. Inscrite au Patrimoine mondial de l'Unesco.                                |
| Grimeton, Suède                                |           |                     |                 |                | 1924         | 1960         | 1960    | Couplage en parallèle. |
| (en) Monte Grande, Buenos Aires, Argentine     | LPZ       | 16 700              | 18              | 500            | 1924         | 1931         |         | |
| (en) Monte Grande, Buenos Aires, Argentine     | LPZ       | 8 350               | 36              | 500            | 1924         | 1931         |         | |
| Pernambuco, Recife, Brazil                     |           |                     |                 |                | never        |              |         | Livrée en 1924 |
| Pernambuco, Recife, Brazil                     |           |                     |                 |                | never        |              |         | Livrée en 1924 |

Notes sur les stations de l'US Navy
Démarrées en 1942, quatre stations sont opérées par l'US Navy (marine de guerre des États–Unis) :
• la station de Haiku (Hawaï) jusqu'en 1958 ;
• celle de Bolinas (Californie) jusqu'en 1946 ;
• celle de Marion (Massachusetts) jusqu'en 1948 ;
• celle de Tuckerton (État de New York) jusqu'en 1948.
Deux alternateurs sont livrés à Hawaï en 1942, provenant de Marion et Bolinas. Haiku en reçoit un tandis que l'autre est livré à l'île de Guam, mais il retourne à Haiku après la Seconde Guerre mondiale. En 1943, Haiku met en œuvre le premier alternateur de 200 kW. Le deuxième gros alternateur démarre à Haiku en 1949. Ces deux alternateurs sont vendus « pour les pièces » en 1969, peut–être à la Kreger Company of California. La station de Marion est transférée à l'US Air Force et est utilisée jusqu'en 1957 pour la transmission des bulletins météorologiques en Arctique, au Groenland, au Labrador et en Islande. Un des alternateurs est envoyé à la casse, le second est remis à l'US office of standard (bureau de normalisation américain). Les deux machines du Brésil n'ont jamais été utilisées en raison de problèmes d'organisation locaux, elles ont été retournées à Radio Central à Rocky Point (État de New York) peu après 1946.

## Principe de fonctionnement
L'alternateur d'Alexanderson est basé sur la réluctance variable (un peu comme un capteur de guitare électrique) qui fait varier le champ magnétique reliant deux bobines. L'alternateur possède un stator circulaire en fer feuilleté qui supporte deux séries de bobines disposées en croissant. La première série de bobines est alimentée en courant continu et produit un champ magnétique dans l'espace vide du stator. La seconde série produit une tension alternative aux fréquences radio. Le rotor est un disque en fer feuilleté avec des trous ou des fentes autour de sa circonférence. Ces ouvertures sont remplies d'un matériau non–magnétique pour diminuer la traînée aérodynamique. Le rotor ne possède aucun bobinage ou connexion électrique.
Quand le rotor tourne, soit c'est une partie en fer du disque qui se trouve dans l'espace inter–électrodes et un fort champ magnétique parcourt l'espace, soit c'est une partie non–magnétique et le champ magnétique est beaucoup plus faible. Ces changements de flux génèrent une tension dans la deuxième série de bobines du stator.
Les bobines HF du final sont toutes reliées entre elles par un transformateur de sortie dont l'enroulement du secondaire est lui-même connecté au circuit de l'antenne. La modulation de la voix en radiotéléphonie, ou la radiotélégraphie, sont produites par un amplificateur magnétique qui est également employé pour la modulation d'amplitude.
La fréquence de l'émission radioélectrique d'un alternateur d'Alexanderson exprimée en hertz est le produit du nombre de paires d'électrodes du stator par la vitesse de rotation du rotor en tours par seconde. Par conséquent, si on veut augmenter la fréquence d'émission, il faut, soit augmenter le nombre de paires d'électrodes du stator, soit la vitesse de rotation du rotor, soit les deux.

## Performances
Un gros alternateur d'Alexanderson peut atteindre une puissance de sortie HF de 200 kW et nécessite un refroidissement à eau ou à huile. Ce type d'appareil possède 600 paires d'électrodes sur les enroulements du stator et doit tourner à 2 170 tours par minute pour une fréquence de sortie de 21,7 kHz. Pour obtenir des fréquences plus élevées, la vitesse de rotation du rotor pourra être amenée jusqu'à 20 000 tours par minute.
Contrairement à l'émetteur à étincelles et à l'émetteur à arc de Valdemar Poulsen également utilisés à cette époque, l'alternateur d'Alexanderson génère une onde continue de grande pureté.
Avec un émetteur à étincelles, l'énergie électromagnétique s'étale sur de larges bandes latérales et transmet en réalité sur plusieurs fréquences à la fois. Avec un émetteur à onde continue comme l'alternateur d'Alexanderson l'énergie est concentrée sur une seule fréquence et augmente d'autant l'efficacité de l'émission.
La fréquence d'émission est directement liée à la vitesse du rotor ce qui a conduit à utiliser un régulateur de vitesse automatique pour obtenir une fréquence d'émission stable. Ce système de régulation doit compenser les variations de vitesse du rotor dues aux différences de charge de l'alternateur au moment de la manipulation télégraphique.

## Inconvénients
En raison des très hautes vitesses de rotation d'un alternateur d'Alexanderson par rapport à un alternateur conventionnel, il faut un entretien permanent assuré par du personnel qualifié. Il est indispensable de prévoir un refroidissement efficace à eau ou à huile et une excellente lubrification ce qui est difficile avec les lubrifiants de l'époque. En effet, les premières éditions du Admiralty Handbook of Wireless Telegraphy de la Marine britannique (manuel de télégraphie sans fil du ministère de la Marine) décrit ce problème avec beaucoup de précision, sans doute pour justifier le choix de la Royal Navy d'avoir rejeté cette technologie. En revanche l'US Navy l'utilise largement.
On peut aussi noter que chaque changement de fréquence est une opération longue et compliquée. De plus, contrairement à l'émetteur à étincelles, on ne peut pas couper la porteuse comme on le souhaite ce qui exclut, par exemple, de pouvoir « écouter entre les signaux » (c'est–à–dire de stopper la transmission entre chaque signal pour écouter s'il y a une réponse). Il y a aussi le risque de faire repérer le bâtiment par un navire ennemi.
À cause de la limite du nombre d'électrodes et de la vitesse de rotation de la machine, l'alternateur d'Alexanderson est, au mieux, capable d'émettre dans le bas de la bande des ondes moyennes ; l'émission en ondes courtes ou en micro-ondes est physiquement impossible.

### Sources
- (en) Article sur les générateurs radio historiques.
- (en) David Fisher et Marshall Fisher, Tube, the Invention of Television (Le tube électronique, l'invention de la télévision) Counterpoint, Washington, USA, (1996)  (ISBN 1-887178-17-1)
- (en) Hammond, John Winthrop. Men and Volts, the Story of General Electric (Hommes et volts, l'histoire de l'électricité), publié en 1941. Citation : Alexanderson alternator pages 351, 372.
- (en) Notes sur les débats de l'Institut de la Marine américaine selon les dossiers de M.G. Abernathy.
- (en) Lettre du capitaine G. Warren Clark, retraité de l'US Navy, à M.G. Abernathy.
- (en) Lettre du capitaine du corvette Francis J. Kishima du corps de Garde-côtes américains, station d'Hawaï, à Monsieur Mayes.
- (en) Station radio de Yosami, 1929

#### Brevets
- E. F. W. Alexanderson, (en) Brevet U.S. 1008577 Alternateur haute fréquence
- N. Tesla, (en) Brevet U.S. 447921